# Cartucho de agulha
Cartucho de agulha é a designação genérica dos caruchos que atendiam ao sistema de "ignição por agulha" utilizado basicamente nos fuzis de agulha.

## Histórico
O primeiro cartucho de agulha foi um cartucho de papel padrão utilizando uma carga de pólvora negra desenvolvido por Johann Nikolaus von Dreyse em conjunto com o fuzil de "ignição por agulha" prussiano. Foi um dos primeiros cartuchos padrão produzidos em massa (e parcialmente por máquinas), ao contrário da munição dos fuzis de antecarga essa munição era carregada como um todo. Foi modificado/melhorado três vezes, mas eventualmente substituído pelo cartucho de metal.
Nota: O cartucho do fuzil Chassepot francês deve ser diferenciado do cartucho de agulha clássico de Dreyse.

## Dimensões
Os cartuchos "M/55" continham 4,6 a 4,9 g de pólvora, correspondendo a cerca de 16% do peso do projétil. Os cartuchos tinham calibre de 15,43 mm (bala de apenas 13,6 mm) com comprimento de 61 mm. O peso do cartucho era de 38,5 g (40 g segundo outras informações). No caso do cartucho "n/A, o calibre da bala foi reduzido para 12 mm e, portanto, a bala foi aliviada em cerca de 9 g (comprimento de 24,6 mm em comparação com 26,9 mm anteriormente).

## Características da construção

Vista em corte de um cartucho de agulha Dreyse
1. Estojo (papel) 2. Bala (chumbo) 3. Sabot (papelão) 4. Espoleta (mercúrio) 5. Carga de propelente (pólvora negra) 6. Espoleta incendiando o propelente 7. Agulha de ignição.

O cartucho de Dreyse continha uma bala de menor calibre com um sabot de papelão. Isso tinha as seguintes vantagens:
- A bala não poderia ficar presa no cano e, portanto, não causar sua explosão.
- A bala não entrava em contato direto com o cano e, portanto, evitava resíduos no estriamento..
- O sabot de papelão tinha um efeito menos abrasivo no cano e, portanto, aumentava a vida útil da arma.
- A cada tiro, o cano era limpo de resíduos de combustão pelo sabot.
- A forma da bala podia variar de forma relativamente livre, sem alterar fundamentalmente o cartucho.

Por outro lado, havia a desvantagem de que a separação do sabot e do projétil não funcionava de forma totalmente confiável, o que prejudicava as propriedades balísticas.
A espoleta estava embutida aproximadamente no centro do sabot e, portanto, estava na frente da carga, em vez de atrás dela (como se tornou costumeiro mais tarde). Isso tornava o cartucho extremamente seguro de manusear, pois a espoleta era protegida de efeitos mecânicos ou químicos externos (em contraste com o cartucho de fogo central “moderno”). Dreyse também esperava que isso melhorasse a combustão da carga do propelente. A desvantagem desse posicionamento era a necessidade do pino de disparo (a agulha de disparo) penetrar primeiro na carga de pólvora e, em seguida, ser exposto diretamente aos gases corrosivos da pólvora.

## Variantes

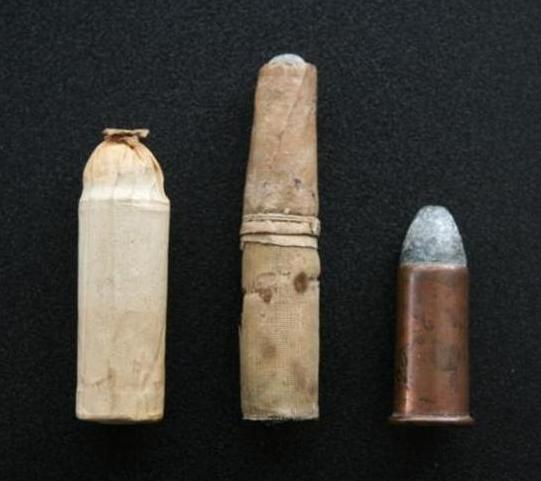
Um cartucho de agulha (à esquerda) comparado ao cartucho Chassepot (centro) e um cartucho de metal .56-56 Spencer (à direita).

Na fase de teste, uma simples bala de pistola foi pressionada contra o sabot. Considerações errôneas sobre a aerodinâmica levaram à substituição da bala por um projétil em forma de bolota quando a série foi lançada. A prensagem foi substituída por um adesivo. As propriedades balísticas insatisfatórias levaram à substituição por uma bala alongada - um projétil na forma de uma gota alongada com a extremidade traseira coberta (cartucho "M/55"). Como parte da adaptação de Beck (em conexão com a guerra de 1870/1), um disco de tecido encerado foi adicionado ao fundo do cartucho, o que reduziu a carga no pino de disparo e a penetração de resíduos da combustão no tubo da agulha (cartucho "n/A" "neuer Art" = "novo tipo"). Este disco era expelido junto com o sabot a cada disparo.

## Avaliação
O cartucho é um exemplo típico dos desenvolvimentos Dreyseschen voltados para múltiplos propósitos e segurança: as partes individuais da construção serviam a vários propósitos ao mesmo tempo. O desempenho balístico foi apenas moderado devido à carga baixa relacionada à segurança, mas por muito tempo satisfez os requisitos táticos, especialmente porque o uso em conexão com o rifle de retrocarga permitiu taxas de tiro e recarga significativamente mais altas com o operador deitado.
O uso de um tubo de papel (o "sabot") tinha a vantagem de não ser necessário um extrator de cartucho. Também era mais leve, mais barato e mais confiável de fabricar do que os modelos de metal contemporâneos. O fator decisivo para sua eventual substituição foi a impossibilidade de garantir uma selem segura apenas pela culatra do fuzil.